# Mexico Espanol Airplay
Mexico Espanol Airplay [sic] es una lista de éxitos musicales publicada semanalmente por la revista Billboard para sencillos en español lanzados en México. Según la base de datos electrónica de Billboard, la primera lista se publicó el 1 de octubre de 2011, con el tema «Amor clandestino» de la banda mexicana Maná el cual obtuvo el primer lugar de la lista; en ese mismo año, el dúo mexicano Jesse & Joy llegó a la posición número uno en la lista con su sencillo «¡Corre!», el primero de sus ocho sencillos número uno en la lista. «¡Corre!» También ganó en los Premios Grammy Latinos en la edición de 2012 por «Grabación del año» y «Canción del año». A partir del 1 de diciembre de 2012, la cantante mexicana Thalía estuvo durante 10 semanas consecutivas en el puesto número uno de la lista con su sencillo «Manías», primer sencillo del álbum Habítame siempre, el cual ganó el Premio Lo Nuestro por «Álbum Pop del Año». «Hoy tengo ganas de ti», del artista mexicano Alejandro Fernández y la cantante estadounidense Christina Aguilera, alcanzó el puesto número uno en la lista en 2013, y también alcanzó el puesto número cuatro en España.
En 2014, siete canciones relacionadas con telenovelas alcanzaron el puesto número uno en la lista; «No querías lastimarme» de la cantante mexicana Gloria Trevi fue incluida en la telenovela colombiana ¿Quién mató a Patricia Soler?. «Corazones invencibles» del cantautor mexicano Aleks Syntek fue el tema principal de la telenovela mexicana Lo que la vida me robó. Dos canciones de la banda mexicana Camila de su tercer álbum de estudio Elypse, también se usaron en telenovelas: «Decidiste dejarme», la cual se usó en la telenovela argentina de Telefe titulada Camino al amor, y «Perdón», para la telenovela mexicana La malquerida. «Tu respiración» de Chayanne fue el tema musical de la telenovela Lo imperdonable. El cantante español Enrique Iglesias alcanzó el puesto número uno con el sencillo «Bailando», el cual usó Telemundo para la telenovela Reina de corazones. La canción también estuvo durante 41 semanas consecutivas en las posiciones más altas de la lista de Billboard Latin Songs en los Estados Unidos y ganó el Premio Grammy Latino a la «Canción del año». La última canción que alcanzó el puesto número uno de 2014, fue «Perdón, perdón» del dúo estadounidense Ha*Ash, la canción fue el tema principal de la telenovela argentina Rastros de mentiras.
En 2015, dos canciones alcanzaron el puesto número uno tanto en la lista de Mexican Airplay Chart como en la lista de Latin Songs en los Estados Unidos, «Ginza» del intérprete colombiano J Balvin y «El perdón» del artista estadounidense Nicky Jam y Enrique Iglesias.

## Canciones N.º 1

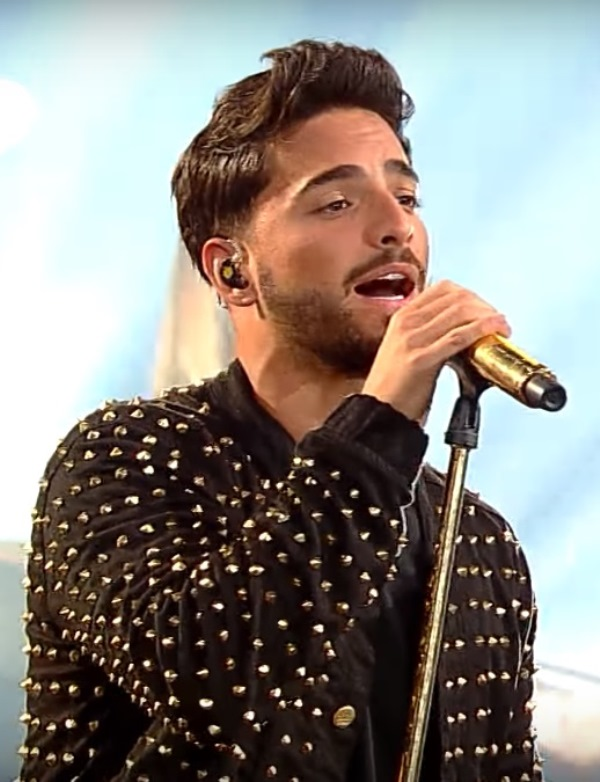
El cantante colombiano Maluma (fotografiado en 2017), ha alcanzado el puesto número uno ocho veces, el máximo para cualquier artista.

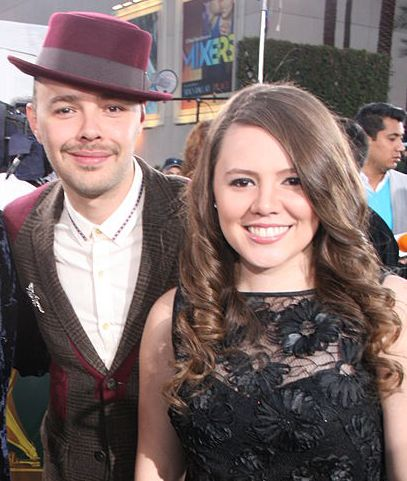
El dúo mexicano Jesse & Joy (fotografía de 2012), ha alcanzado el puesto número uno en ocho ocasiones, lo máximo para cualquier banda.

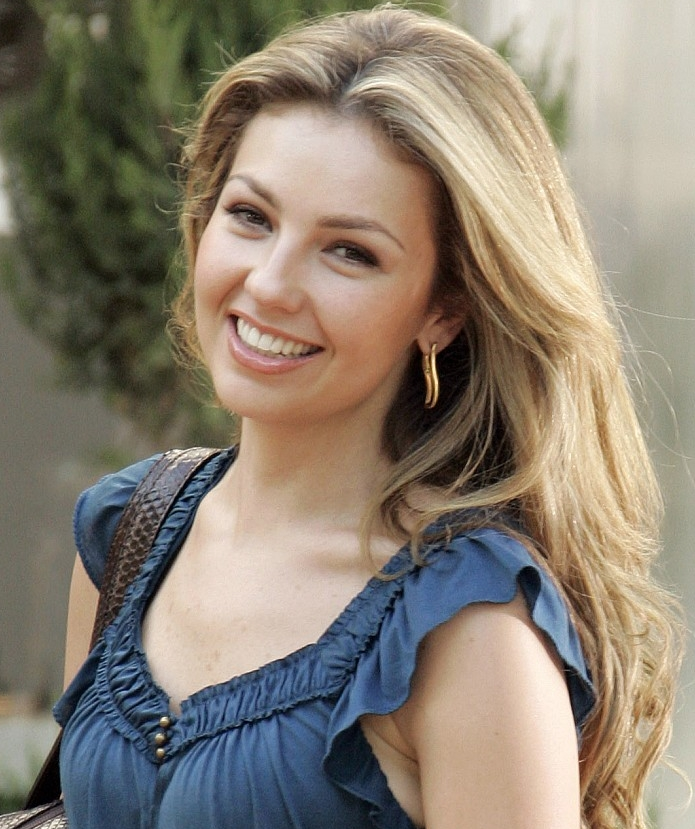
La cantante mexicana Thalía (fotografiada en 2012), alcanzó el puesto número uno con las canciones «Manías», «Te perdiste mi amor», «Amore Mio», y «No me acuerdo».

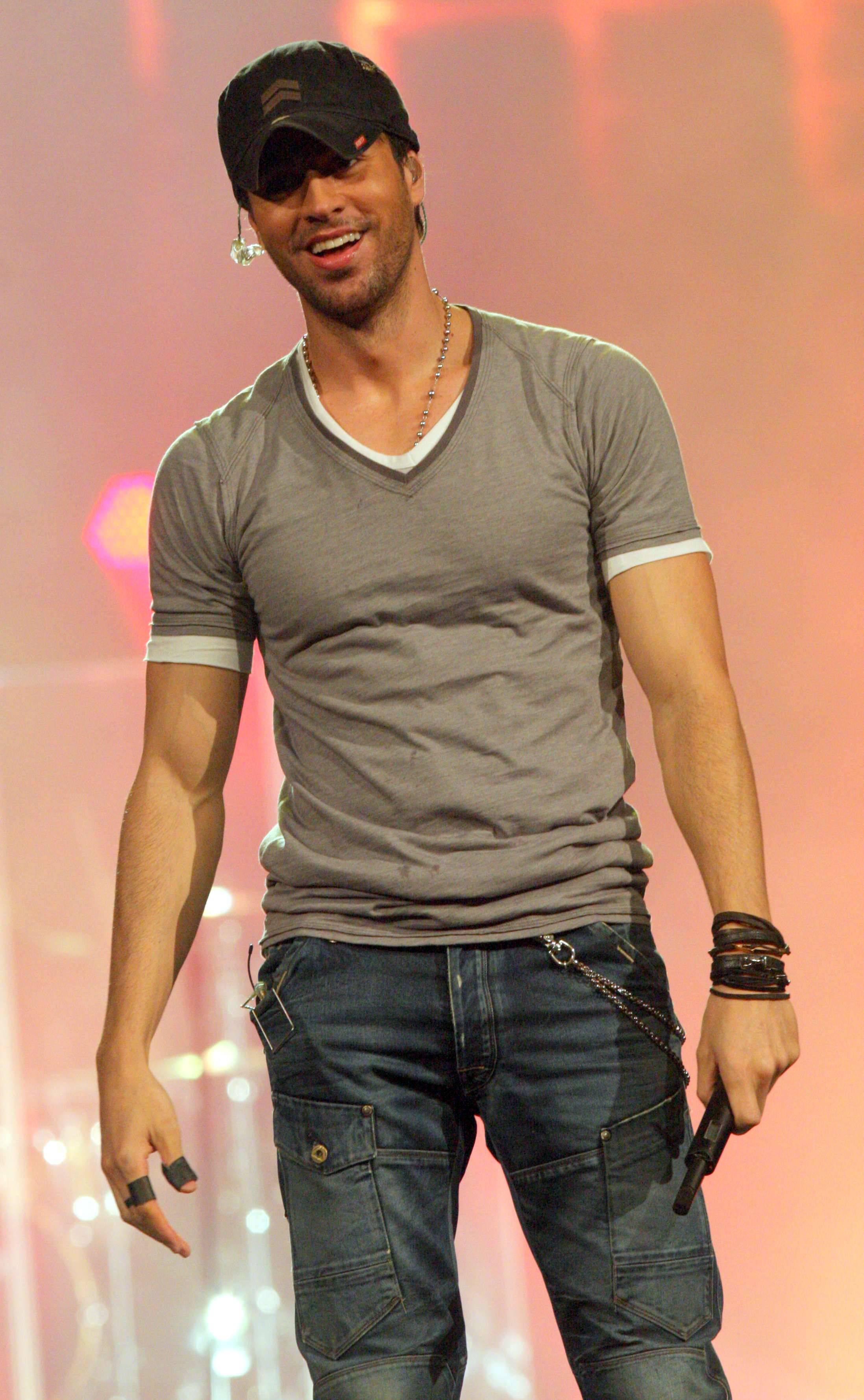
El cantautor español Enrique Iglesias (fotografiado en 2011), alcanzó el puesto número uno con las canciones «Bailando», «El perdón», «Duele el corazón» y «Súbeme la radio».

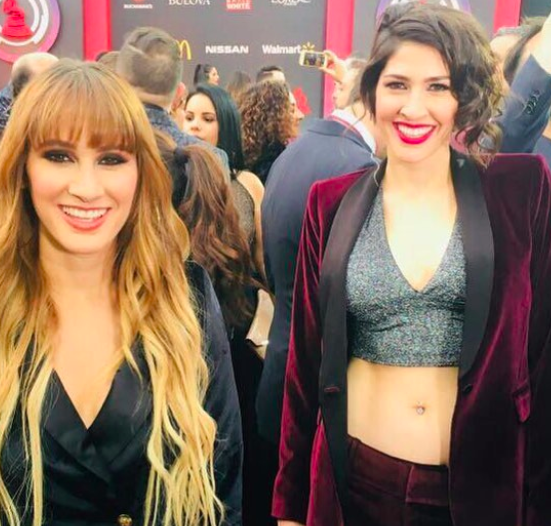
El dúo estadounidense Ha*Ash (fotografiadas en 2017), alcanzó el número uno en 6 ocasiones con las canciones «Impermeable», «Te dejo en libertad», «Perdón, perdón», «Lo aprendí de ti», «100 años», y «Eso no va a suceder».

| N.º | Enésima canción que supera el top de la lista Mexico Espanol Airplay. |
| re  | Regreso de una canción al puesto número uno.                          |

| 1    | Maná                                                    | «Amor clandestino»              | 1 de octubre de 2011     | 2  | [ 1 ]  |
| 2    | Camila                                                  | «De mí»                         | 15 de octubre de 2011    | 2  | [ 15 ] |
| 3    | Ha*Ash                                                  | «Te dejo en libertad»           | 29 de octubre de 2011    | 2  | [ 16 ] |
| re   | Camila                                                  | «De mí»                         | 12 de noviembre del 201  | 1  | [ 17 ] |
| re   | Ha*Ash                                                  | «Te dejo en libertad»           | 19 de noviembre del 201  | 2  | [ 18 ] |
| re   | Camila                                                  | «De mí»                         | 3 de diciembre de 2011   | 1  | [ 19 ] |
| re   | Ha*Ash                                                  | «Te dejo en libertad»           | 10 de diciembre de 2011  | 1  | [ 20 ] |
| re   | Camila                                                  | «De mí»                         | 17 de diciembre de 2011  | 1  | [ 21 ] |
| 4    | Jesse & Joy                                             | «¡Corre!»                       | 24 de diciembre de 2011  | 1  | [ 22 ] |
| re   | Ha*Ash                                                  | «Te dejo en libertad»           | 31 de diciembre de 2011  | 1  | [ 23 ] |
| 2012 |                                                         |                                 |                          |    |        |
| re   | Jesse & Joy                                             | «¡Corre!»                       | 7 de enero de 2012       | 11 | [ 24 ] |
| 5    | Camila                                                  | «De qué me sirve la vida»       | 24 de marzo de 2012      | 5  | [ 25 ] |
| 6    | Reik                                                    | «Creo en ti»                    | 28 de abril de 2012      | 2  | [ 26 ] |
| 7    | Jesse & Joy                                             | «La de la mala suerte»          | 12 de mayo de 2012       | 12 | [ 27 ] |
| 8    | Miguel Bosé & Ximena Sariñana                           | «Aire soy»                      | 4 de agosto de 2012      | 14 | [ 28 ] |
| 9    | Jesse & Joy                                             | «¿Con quién se queda el perro?» | 10 de noviembre de 2012  | 3  | [ 29 ] |
| 10   | Thalía                                                  | «Manías»                        | 1 de diciembre de 2012   | 1  | [ 30 ] |
| re   | Jesse & Joy                                             | «¿Con quién se queda el perro?» | 8 de diciembre de 2012   | 1  | [ 31 ] |
| re   | Thalía                                                  | «Manías»                        | 15 de diciembre de 2012  | 9  | [ 32 ] |
| 2013 |                                                         |                                 |                          |    |        |
| 11   | Jesse & Joy junto a Mario Domm                          | «Llorar»                        | 9 de febrero de 2013     | 8  | [ 33 ] |
| 12   | Sasha, Benny y Erik                                     | «Sin ti»                        | 6 de abril de 2013       | 3  | [ 34 ] |
| 13   | Reik                                                    | «Con la cara en alto»           | 27 de abril de 2013      | 3  | [ 35 ] |
| re   | Jesse & Joy junto a Mario Domm                          | «Llorar»                        | 4 de mayo de 2013        | 1  | [ 36 ] |
| re   | Reik                                                    | «Con la cara en alto»           | 11 de mayo de 2013       | 2  | [ 37 ] |
| 14   | Sergio Dalma junto a Leire Martínez                     | «La cosa más bella»             | 25 de mayo de 2013       | 1  | [ 38 ] |
| re   | Reik                                                    | «Con la cara en alto»           | 01 de junio de 2013      | 1  | [ 39 ] |
| re   | Sergio Dalma featuring Leire Martínez                   | "La cosa más bella"             | 8 de junio de 2013       | 1  | [ 40 ] |
| 15   | Alejandro Fernández y Christina Aguilera                | «Hoy tengo ganas de ti»         | 15 de junio de 2013      | 3  | [ 41 ] |
| 16   | Thalía junto a Prince Royce                             | «Te perdiste mi amor»           | 15 de junio de 2013      | 6  | [ 42 ] |
| 17   | Samo                                                    | «Sin ti»                        | 17 de febrero de 2013    | 1  | [ 43 ] |
| 18   | Yahir junto a Yuridia                                   | «El alma en pie»                | 24 de agosto de 2013     | 10 | [ 44 ] |
| 19   | Cristian Castro junto a Reik                            | «Es mejor así» (en vivo)        | 2 de noviembre de 2013   | 2  | [ 45 ] |
| 20   | Alejandra Guzmán                                        | «Mi peor error»                 | 16 de noviembre de 2013  | 11 | [ 46 ] |
| 2014 |                                                         |                                 |                          |    |        |
| 21   | Gloria Trevi                                            | «No querías lastimarme»         | 1 de febrero de 2014     | 4  | [ 47 ] |
| 22   | Aleks Syntek                                            | «Corazones invencibles»         | 1 de marzo de 2014       | 10 | [ 48 ] |
| 23   | Camila                                                  | «Decidiste dejarme»             | 10 de mayo de 2014       | 6  | [ 49 ] |
| 24   | Enrique Iglesias junto a Descemer Bueno y Gente de Zona | «Bailando»                      | 21 de junio de 2014      | 1  | [ 50 ] |
| re   | Camila                                                  | «Decidiste dejarme»             | 28 de junio de 2014      | 3  | [ 51 ] |
| re   | Enrique Iglesias junto a Descemer Bueno y Gente de Zona | «Bailando»                      | 19 de julio de 2014      | 2  | [ 52 ] |
| 25   | Chayanne                                                | «Humanos a Marte»               | 2 de agosto de 2014      | 1  | [ 53 ] |
| re   | Enrique Iglesias junto a Descemer Bueno y Gente de Zona | «Bailando»                      | 9 de agosto de 2014      | 1  | [ 54 ] |
| re   | Chayanne                                                | «Humanos a Marte»               | 16 de abril de 2014      | 1  | [ 55 ] |
| re   | Enrique Iglesias junto a Descemer Bueno y Gente de Zona | «Bailando»                      | 23 de agosto de 2014     | 4  | [ 56 ] |
| 26   | Río Roma                                                | «Mi persona favorita»           | 20 de septiembre de 2014 | 1  | [ 57 ] |
| 27   | Camila                                                  | «Perdón»                        | 27 de septiembre de 2014 | 3  | [ 58 ] |
| 28   | Chayanne                                                | «Tu respiración»                | 18 de octubre de 2014    | 5  | [ 59 ] |
| 29   | Ricky Martin                                            | «Adiós»                         | 22 de noviembre de 2014  | 1  | [ 60 ] |
| 30   | Ha*Ash                                                  | «Perdón, perdón»                | 29 de noviembre de 2014  | 9  | [ 61 ] |